# Harsiesis tenebrica
Harsiesis tenebrica är en fjärilsart som beskrevs av Jordan 1924. Harsiesis tenebrica ingår i släktet Harsiesis och familjen praktfjärilar. Inga underarter finns listade i Catalogue of Life.